# Valerian Koejbysjev

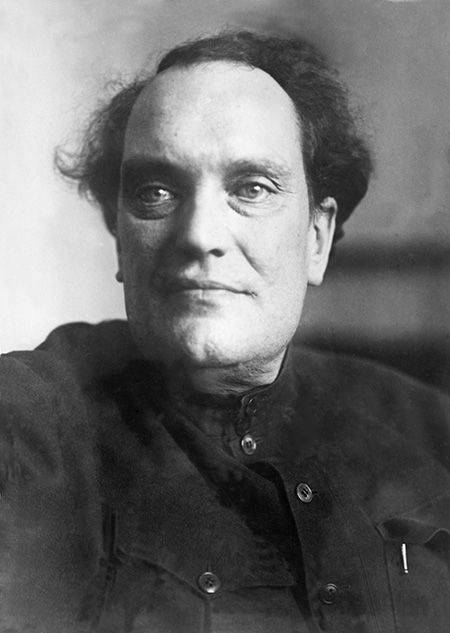
Valerian Koejbysjev

Valerian Vladimirovitsj Koejbysjev (Russisch: Валериан Владимирович Куйбышев) (Omsk, 6 juni (O.S. 25 mei) 1888 - Moskou, 25 januari 1935) was een Russisch revolutionair, een militaire commandant in het Rode Leger tijdens de Russische Burgeroorlog en daarna een prominente Sovjet-politicus.
Van 1928 tot 1930 was hij de voorzitter van de Vesjenka (Opperste Commissie voor de Nationale Economie) en van 1930 tot 1934 was hij het hoofd van Gosplan.
In de Sovjet-Unie werden in Rusland (toen RSFSR) een aantal steden naar hem vernoemd (Koejbysjev):
- Samara (bestuurlijk centrum van oblast Samara) - 1935 tot 1991
- Bolgar (Tatarije) - 1935 tot 1991
- Koejbysjev (oblast Novosibirsk) - vanaf 1935